# 오구마촌
오구마촌(일본어: 小熊村)은 일본 기후현 하시마군에 설치되었던 촌이다. 현재의 하시마시에 해당한다.

## 참고 문헌
- 角川日本地名大辞典編纂委員会,『角川日本地名大辞典 21 岐阜県』1980, 角川書店